# Labidostomis
Labidostomis es un género de coleópteros de la familia de los crisomélidos.

## Especies
Las especies de este género son:
- Labidostomis axillaris Lacordaire, 1848
- Labidostomis balcanica Tomov, 1987
- Labidostomis beckeri Weise, 1881
- Labidostomis bolivari Cobos, 1954
- Labidostomis boreopersicus Lopatin, 1997
- Labidostomis centromaculata Gené, 1839
- Labidostomis cheni Lopatin, 1995
- Labidostomis cyanicornis Germar, 1822
- Labidostomis damavandensis Rapilly, 1984
- Labidostomis decipiens Faldermann, 1837
- Labidostomis diversifrons Lefèvre, 1872
- Labidostomis funerea Fairmaire, 1891
- Labidostomis ghilianii (Lacordaire, 1848)
- Labidostomis graeca Tomov, 1990
- Labidostomis guerini Bassi, 1834
- Labidostomis harazensis Rapilly, 1984
- Labidostomis heinzi (Lopatin, 1993)
- Labidostomis hordei Fabricius, 1787
- Labidostomis humeralis D.H. Schneider, 1792
- Labidostomis kantneri Warchalowski, 2004
- Labidostomis karamanica Weise, 1900
- Labidostomis laetus Medvedev, 1992
- Labidostomis lepida Lefèvre, 1872
- Labidostomis longimana Linnaeus, 1760
- Labidostomis lucida Germar, 1824
- Labidostomis lusitanica Germar, 1824
- Labidostomis martensi Medvedev, 1983
- Labidostomis mesopotamica Weise, 1900
- Labidostomis metallica Lefèvre, 1872
- Labidostomis nevadensis J. Daniel, 1904
- Labidostomis oertzeni Weise, 1889
- Labidostomis pachysoma L. Medvedev, 1965
- Labidostomis pallidipennis Gebler, 1830
- Labidostomis propinqua Faldermann, 1837
- Labidostomis rufa Waltl, 1838
- Labidostomis senicula Kraatz, 1872
- Labidostomis shirazicus Lopatin, 1979
- Labidostomis sibirica Germar, 1824
- Labidostomis sulcicollis Lacordaire, 1848
- Labidostomis taxicornis Fabricius, 1792
- Labidostomis tridentata Linnaeus, 1758
- Labidostomis tymphristica Tomov, 1990